# Steinnes
Steinnes est une localité du comté de Troms, en Norvège.

## Géographie
Administrativement, Steinnes fait partie de la kommune de Karlsøy.